# Phước Thành, Đà Nẵng
Phước Thành là một xã thuộc thành phố Đà Nẵng, Việt Nam.
Xã Phước Thành có diện tích 62,31 km², dân số năm 2019 là 1.891 người, mật độ dân số đạt 30 người/km².